# Restormel Castle
Castell de Restormel (Cornish:Kastel Rostorrmel) es troba al costat del riu Fowey, a prop de Lostwithiel, a Cornualla, Anglaterra, Regne Unit.
És un dels quatre principals castells normands de Cornualla, els altres són Launceston, Tintagel i Trematon. El castell destaca pel seu disseny perfectament circular. Tot i que va ser una luxosa residència del comte de Cornualla, el castell va ser abandonat a les darreries del segle xvi. Va ser reocupat i utilitzat breument durant la Guerra Civil anglesa, però després fou de nou abandonat. Actualment, a cura de l'English Heritage, està obert al públic.

## Arquitectura

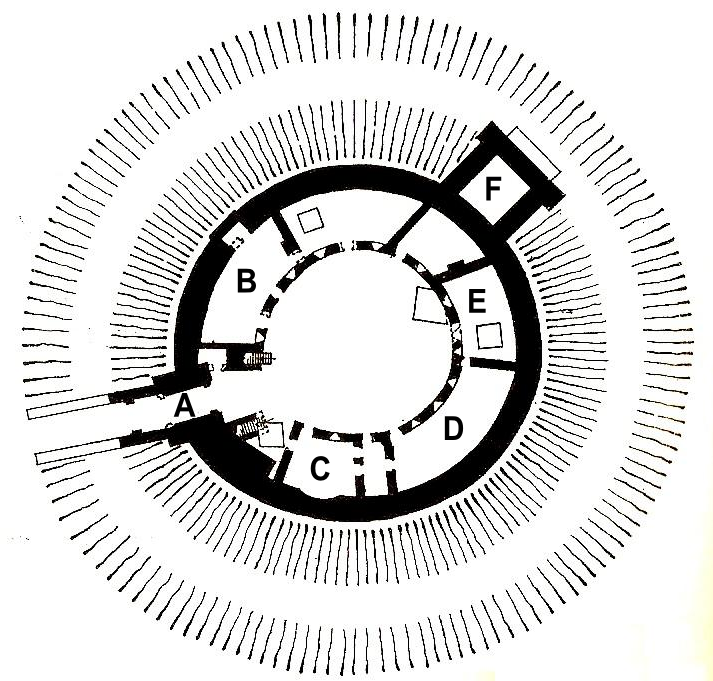
Pla de castell de Restormel; A – porta; B – cambres de convidat; C – cuina; D – sala; E – solar; F – capella

Localitzat en un turó que mira cap al riu Fowey, el castell és un exemple inusualment ben conservat amb una estructura de shell keep, un tipus rar de fortificació construït durant un breu període entre el segle xii tardà i principis del segle xiii. Només se'n coneixen 71 exemples dins d'Anglaterra i Gal·les, dels quals el castell de Restormel és el més intacte de tots. Aquests castells van ser construïts per reconvertir una fortificació de fusta (castell de mota i pati) tot reemplaçant l'estacada externa amb una paret de pedra i omplint el pati intern amb edificis domèstics de pedra, agrupats al voltant de l'interior de la paret per formar un pati defensiu; els edificis són corbats per adaptar-se a la forma de closca, en un exemple extrem de la tendència del segle xiii.
La paret mesura 38 metres de diàmetre i té fins a 2,4 metres de gruix. Es manté a la seva alçada màxima amb un passeig a la paret 7,6 metres per sobre del terra, i el parapet marcat també està raonablement intacte. El mur està envoltat al seu torn per una rasa que mesura 4 metres de profunditat de 15 metres. Tant la paret com els edificis interiors es van construir a partir de pissarra que sembla haver estat tallada a la cara escarpada al nord-est del castell.

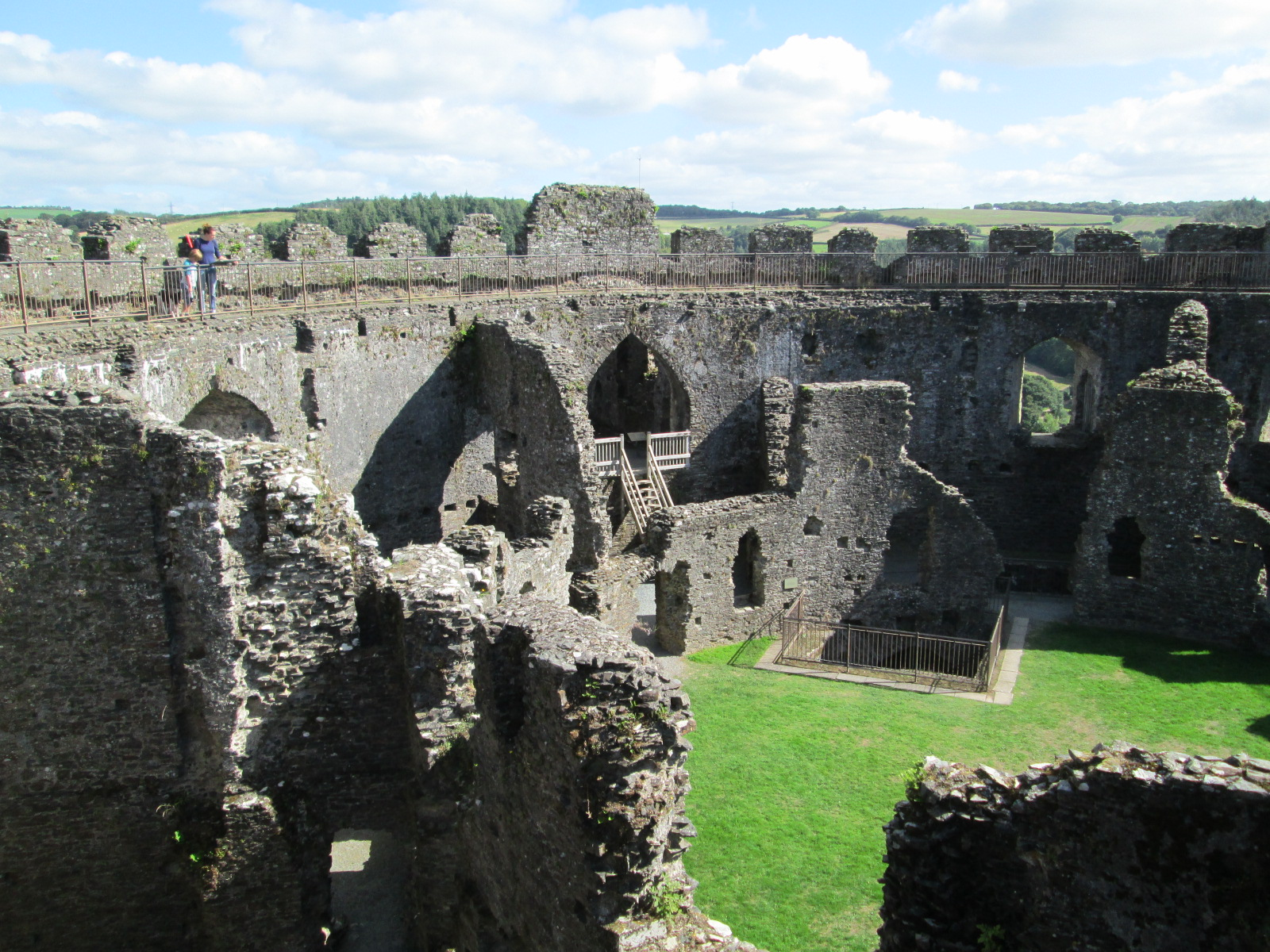
Mirant a través del pati del castell Restormel. Al cantó contrari, una moderna escala de fusta porta a la capella.

Els edificis domèstics dins de la muralla incloïen una cuina, rebedor, solar, cambres de convidats i una avant-capella. L'aigua d'un brollador natural va ser canalitzada a pressió als edificis del castell. Una torre de porta quadrada, en bona part en ruïnes, custodia l'entrada al castell interior i pot ser que fos la primera part del castell original que estigués parcialment construïda en pedra. Al costat oposat, una torre quadrada que surt de la muralla conté la capella; es creu que va ser una addició del segle xiii. Sembla que es va convertir en un emplaçament per canons durant la Guerra Civil anglesa. Un antic mur exterior, aparentment construït amb fusta amb defenses de terra, ha estat destruït, sense deixar-ne rastre. També hi ha referències històriques a un calabós, ara també desaparegut.
El castell sembla estar sobre d'una mota; les seves massisses parets estaven, inusualment per a l'època, enfonsades en el terra original. L'efecte s'aconsegueix augmentant amb un anell circumdant (ringwork), que posteriorment s'omplirà a la part interior de manera que sembli estar contra el mur del castell. Pot haver succeït a la part tardana de la història del castell per proporcionar un passeig pel jardí al voltant de les ruïnes.

## Història
Restormel formava part dels terrenys del magnat normand Robert, comte de Mortain, situat a la mansió de Bodardle a la parròquia de Lanlivery. El castell de Restormel va ser construït probablement després de la conquesta normanda d'Anglaterra com a castell de mota i pati cap a l'any 1100 per Baldwin Fitz Turstin, el xerif local. Els descendents de Baldwin van continuar mantenint la mansió com a vassalls i arrendataris dels comtes de Cornualla durant gairebé 200 anys.
Construït al mig d'una gran zona de caça de cérvols, el castell fou una ubicació tàctica clau sobre un punt d'encreuament primari sobre el riu Fowey, que pot haver estat el principi pretès pel seu ús, sigui com allotjament o com a fortificació.

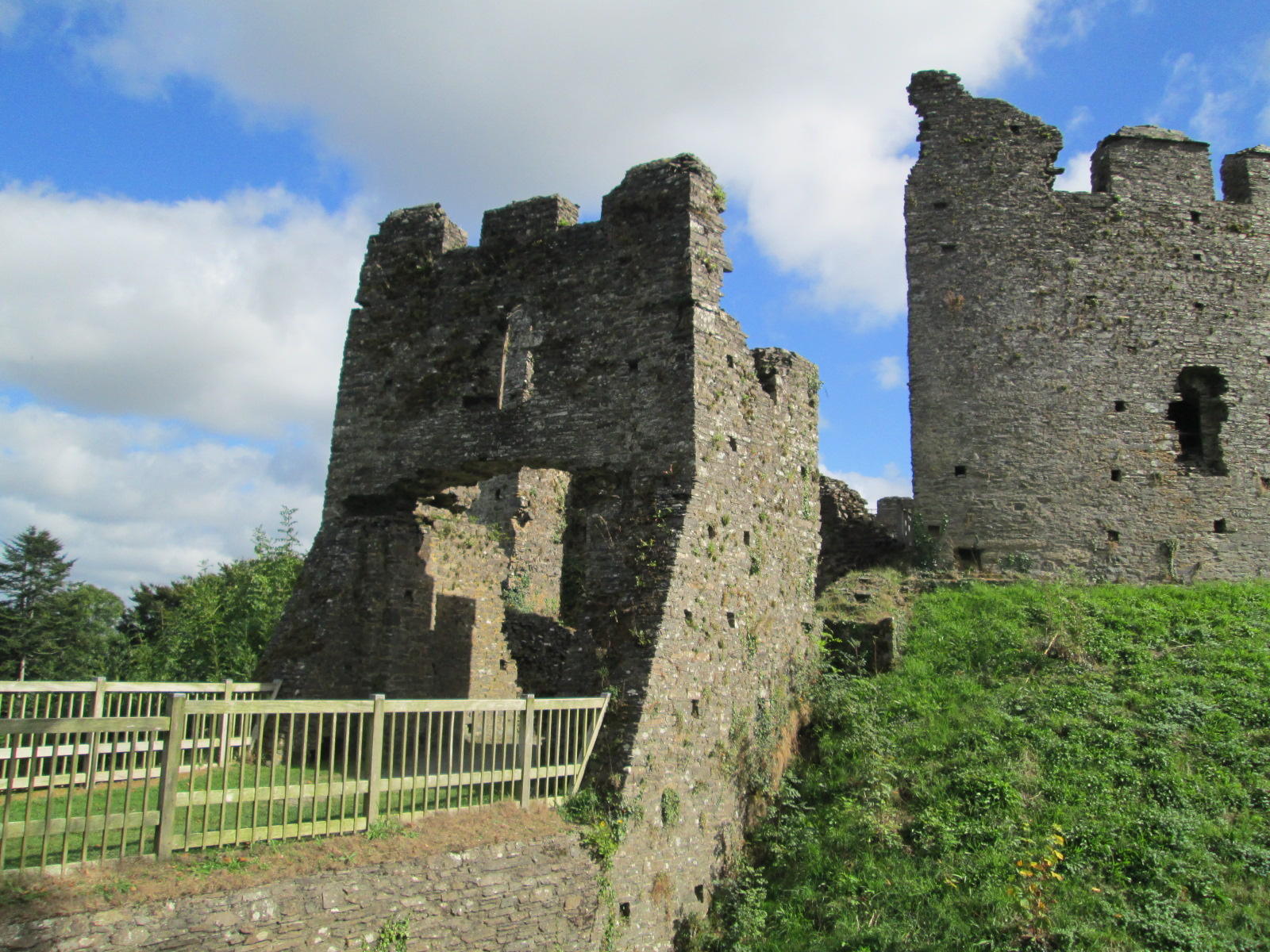
La porta d'entrada del castell de Restormel

Robert de Cardinham, senyor de la casa pairal entre 1192–1225, va fer construir els murs de cortina interiors i convertir la porta fortificada completament en pedra, donant al castell el seu disseny actual. El poble de Lostwithiel es va establir prop del castell més o menys al mateix temps. El castell va pertànyer als Cardinhams durant diversos anys, que el van utilitzar en preferència al seu antic castell a Old Cardinham. La filla d'Andrew de Cardinham, Isolda de Cardinham, es va casar finalment amb Thomas de Tracey, que llavors va ser propietari del castell fins al 1264.
El castell va ser capturat el 1264 sense lluitar per Simon de Montfort durant els conflictes civils en el regnat d'Enric III, i va ser capturat al seu torn per l'antic alt xerif de Cornualla, Sir Ralph Arundell, l'any1265. Després de certa persuasió, Isolda de Cardinham va concedir el castell al germà d'Enric III, Richard de Cornualla, el 1270. Richard va morir el 1271, i el seu fill Edmund es va fer càrrec de Restormel com a principal base administrativa, construint les cambres interiors al castell durant la seva residència i titulant-lo com el seu "palau ducat". El castell en aquest període s'assemblava a un "palau en miniatura", amb cambres de luxe i aigua canalitzada. Va ser la casa d'administració estannària i va supervisar les mines de llauna locals i rendibles del poble.

### Propietat de la corona i caiguda en ruïna

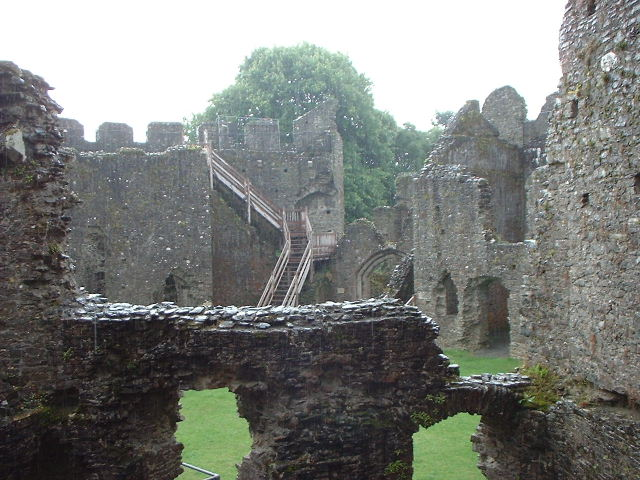
Les cambres interiors del castell Restormel

Després de la mort d'Edmund el 1299, el castell va tornar a la Corona i, a partir de 1337, el castell va ser una de les 17 antiqua maneria del Ducat de Cornualla. Rarament va ser utilitzat com a residència, tot i que el Príncep Negre Eduard es va allotjar al castell el 1354 i el 1365. El príncep va aprofitar aquestes ocasions per reunir els seus súbdits feudals al castell per tal de fer-li homenatge. Després de la pèrdua de Gascony, una de les possessions clau del Ducat, el contingut del castell va ser tret i portat a altres residències. Amb un senyor absent, la custòdia del castell va ser molt preuada i com a resultat, el castell i la seva propietat es van fer coneguts per la seva administració eficient.
El castell està registrat com caigut en mal estat en un sondeig de 1337 sobre les possessions del Ducat de Cornualla. Va ser àmpliament reparat per ordre del príncep negre, però va tornar a declinar després de la seva mort el 1376. Quan l'antiquari John Leland el va veure al segle xvi, havia caigut en la ruïna i havia estat malmesa i patia robatoris; segons va dir "la fusta es va arrelar, les canonades de conductes es van treure, la coberta es va vendre, els taulons es podrien, les teulades caigudes, i les pedres tallades de les finestres, els portals i les clavelles, es van agafar per servir edificis privats; només hi queda una gran profanació per a queixar-se sobre aquest destí sense respectar".
Enric VIII va convertir la zona verda del castell en un camp normal. Amb el castell fora d'ús, es va establir una casa pairal durant el segle xvi a poca distància en uns terrenys baixos adossats al riu. Es diu que va ser construït al lloc d'una capella dedicada a la Trinitat que va ser destruïda durant la Reforma anglesa. Restormel Manor, que actualment és un edifici catalogat de grau II, encara és propietat del Ducat de Cornualla i se subdivideix en apartaments de luxe amb allotjament de vacances als edificis; Kate Middleton s'hi va allotjar durant el Nadal del 2009 i va obtenir una rellevant victòria sobre un paparazzi que la va fotografiar allà.
Restormel ha vist l'acció una sola vegada durant la seva llarga història, quan una guarnició parlamentària va ocupar les runes que s'enfonsaven i va fer algunes reparacions bàsiques durant la Guerra Civil. Va ser invertida per una força oposada lleial a Charles I, dirigida per Sir Richard Grenville, un membre local de l'aristocracia que havia estat membre del Parlament per Fowey abans de la guerra. Grenville va assaltar el castell el 21 d'agost de 1644, tot fent maniobres per encerclar les forces parlamentàries. No és clar si posteriorment es va arranjar, però, en una enquesta parlamentària de 1649, es va registrar que estava arruïnada només amb les parets exteriors encara parades i es va considerar que estava massa arruïnada per ser reparada i massa inútil perquè hi hagués qualsevol valor en enderrocar-lo.
Al segle xix s'havia convertit en un atractiu popular per als visitants. L'escriptor francès Henri-François-Alphonse Esquiros, que va escriure sobre una visita al castell el 1865, va descriure les ruïnes com a "allò que els anglesos anomenen escena romàntica". Va assenyalar que les ruïnes cobertes d'heura van atraure els visitants dels voltants que hi anaven “per fer pícnics i per a festes de plaer”. El 1846 la família reial britànica va visitar el castell; Arribats amb el seu iot Victoria i Albert pel riu Fowey, la comitiva reial va recórrer les runes.

## Avui
El 1925, Edward, duc de Cornualla - el posterior rei Eduard VIII - va confiar la ruïna a l'Office of Works. El 1971 es va fer una proposta de restauració del castell però va ser abandonat després de rebre una forta oposició. Una dècada després, el castell va ser designat com a Monument Programat (Shedule Monument). Mai no ha estat excavat formalment. Actualment, manté el patrimoni anglès com a atractiu turístic i lloc de pícnic.

## Literatura
En el seu poema "Restormel Castle, Cornwall", Letitia Elizabeth Landon narra una història una mica fantasmagòrica de la mort del seu darrer "castellà o conestable", que afirma ser "tradicional".